# جاكوري هايز
جاكوري هايز (بالإنجليزية: Jacori Hayes)‏ (29 يونيو 1995 في الولايات المتحدة - ) هو لاعب كرة قدم أمريكي في مركز الوسط.

## روابط خارجية
- جاكوري هايز على موقع الدوري الأمريكي (الإنجليزية)
- جاكوري هايز على موقع قاعدة بيانات كرة القدم.إي يو (الإنجليزية)
- جاكوري هايز على موقع Soccerway.com (الإنجليزية)
- جاكوري هايز على موقع عالم كرة القدم.نت (الإنجليزية)